# Vildmarken (musikalbum)
Vildmarken är den sverigefinlandssvenske vissångaren Dan Berglunds tredje studioalbum utgiven av Proletärkultur 1987. Albumet utgavs på LP av YTF(r) 1987 och på CD av MNW 1988.

## Låtlista
Där inte annat anges är låtarna skrivna av Dan Berglund.

### LP
A
1. "Vinterlegend det lyser ett fönster" – 4:33
2. "Frasse Swahns Romance" – 4:25
3. "Tillägnan" – 3:08
4. "Vildmarken" – 3:55
5. "Lilla villastad" – 4:24

B
1. "Nattvandrare" – 5:35
2. "Kring Marstrands fästning" – 5:45
3. "Jag reglar dörr'n för varje missionär" – 2:55 (bygger till viss del på Evert Taubes "Sjuttonde balladen")
4. "Ack vi" – 3:49
5. "Orfeus" – 4:22

### CD
1. "Vinterlegend det lyser ett fönster" – 4:33
2. "Frasse Swahns Romance" – 4:25
3. "Tillägnan" – 3:08
4. "Vildmarken" – 3:55
5. "Lilla villastad" – 4:24
6. "Nattvandrare" – 5:35
7. "Kring Marstrands fästning" – 5:45
8. "Jag reglar dörr'n för varje missionär" – 2:55 (bygger till viss del på Evert Taubes "Sjuttonde balladen")
9. "Ack vi" – 3:49
10. "Orfeus" – 4:22

## Medverkande
- Dan Berglund – sång
- Mats Grunberg – gitarr
- Anders Jormin – bas
- Raymond Karlsson – trummor
- Ove Larsson – trombon
- Harald Svensson – klaviatur, dragspel, saxofon
- Staffan Svensson – trumpet

### Fotnoter
1. 1 2  ”Dan Berglund”. Svensk mediedatabas. http://smdb.kb.se/catalog/search?q=dan+berglund&sort=OLDEST. Läst 25 januari 2013.